# Ivo Nutarelli
Ivo Nutarelli (Palermo, 23 marzo 1950 – Ramstein-Miesenbach, 28 agosto 1988) è stato un ufficiale e aviatore italiano dell'Aeronautica Militare.

## Biografia
Ivo Nutarelli entrò in Aeronautica come ufficiale pilota di complemento (80º corso AUPC) nel 1970 e ottenne il brevetto di volo nell'agosto 1971. Pilota estremamente capace, dotato di una spiccata personalità, tenace e costante nei propri propositi, divenne "combat ready" al 20º Gruppo di stanza a Grosseto diventando dopo breve tempo pilota istruttore su F-104.
Ebbe modo di formare i piloti da caccia dell'Aeronautica fino a quando, il 27 dicembre 1980, entrò a far parte della pattuglia acrobatica delle Frecce Tricolori ricoprendo nella formazione i ruoli di Pony 2, Pony 4, Pony 7, Pony 9, fino ad essere nominato solista (Pony 10) nel 1986.
Nei diciotto anni di carriera militare, egli totalizzò più di 4100 ore di volo e ottenne l'abilitazione per i seguenti aeromobili:
- Aermacchi MB-326
- Fiat G.91T
- T-33
- Lockheed RT/T-33
- F-86K
- F-104 Starfighter
- Lockheed TF104G
- Aeritalia F-104S
- Aermacchi MB-339A

Nutarelli ricopriva il ruolo di solista della Pattuglia Acrobatica Nazionale, ossia il pilota che, distaccandosi dalla formazione, ha il ruolo di intrattenere il pubblico durante le manovre di ricongiungimento.

### L'incidente
Morì domenica 28 agosto 1988, durante una manifestazione aerea a Ramstein, in Germania, assieme ai suoi colleghi Mario Naldini e Giorgio Alessio. Nel giorno della sciagura, una serie di errori nell'esecuzione della prima figura (il cardioide) lo portarono ad anticipare l'incrocio con le due sezioni della formazione causando l'urto fatale con gli altri velivoli. Nonostante il diffondersi del dibattito sull'accaduto e il clamore suscitato dalla tragedia, Nutarelli venne ritenuto responsabile dell'errore di manovra, che costò la vita, oltre che a se stesso e ai due colleghi, a 67 spettatori a terra.
A causa dell'elevato livello di danneggiamento dei velivoli coinvolti, non è mai stato possibile indagare a posteriori e quindi stabilire con certezza, se l'errore sia stato dovuto a fattore umano o ad anomalie tecniche e meccaniche non meglio identificate o ad entrambe le cose e in quale loro eventuale percentuale e rapporto. La collisione di Ramstein rimane certamente uno degli eventi più gravi della storia delle esibizioni aeree acrobatiche per numero di persone coinvolte. 
Va tuttavia affermato che tale coinvolgimento di persone fu determinato non tanto dalla collisione in sé, quanto dal fatto che le norme NATO che fino ad allora avevano regolamentato le manifestazioni acrobatiche, consentivano il volo e la vicinanza al pubblico dei velivoli in manifestazione con una distanza inferiore ai 250 metri ed esecuzione di alcune manovre con asse non parallelo alla "display line" ma perpendicolare ad essa e quindi con i velivoli diretti, in linea di volo, verso il pubblico.
Con le attuali normative il velivolo di Nutarelli avrebbe avuto maggiori spazi per terminare la sua manovra. Dopo Ramstein le normative STANAG 3533 e NATO hanno cambiato ogni regola delle manifestazioni acrobatiche con l'attivazione di appositi manuali in cui il rispetto delle distanze di sicurezza della zona di volo, sono concepite in modo da non interessare direttamente a bassa quota le zone occupate da spettatori.

### Legami con la Strage di Ustica
La figura di Ivo Nutarelli è stata più volte associata ai fatti del 27 giugno 1980, giorno della strage di Ustica. A quell'epoca, egli e il collega Naldini lavoravano come istruttori di volo sui Lockheed TF104G del 4º Stormo di Grosseto. In particolare, per la sera del 27 giugno era prevista una missione di attacco simulato nei pressi dell'aeroporto di Verona-Villafranca, in affiancamento a un velivolo dello stesso modello in modalità monoposto, guidato da un allievo pilota. Durante il viaggio di ritorno, alle ore 20:24, il biposto con a bordo Naldini e Nutarelli si trovava in prossimità del DC-9 Itavia da poco partito da Bologna, sul Mar Tirreno non lontano dalla costa, all'altezza di Firenze-Peretola. Sul transponder del velivolo degli istruttori fu squoccato (ossia selezionato e inviato come impulso) un segnale di allarme generale alla Difesa Aerea (codice 73 o codice 7300, ossia emergenza generale).
Nella registrazione radar del posto di controllo militare di Poggio Ballone si riscontrò che:
Secondo le perizie, quindi, Naldini e Nutarelli avrebbero segnalato un problema di sicurezza aerea e i controllori ebbero piena conferma della situazione di pericolo. I significati di tali codici, smentiti o sminuiti di importanza da esperti dell'Aeronautica Militare sentiti in qualità di testi, furono invece confermati in sede della Commissione ad hoc della NATO, da esperti del NATO Programming Centre. Hanno scritto difatti costoro nel loro rapporto del 10 marzo 1997 (orari espressi in GMT):
L'aereo ripeté per ben tre volte la procedura di allerta in due minuti, a conferma inequivocabile dell'emergenza. Né l'Aeronautica Militare né la NATO chiarirono mai le ragioni di quell'allarme. L'ex membro Gladio Antonino Arconte attribuì a Nutarelli e Naldini anche l'abbattimento del Mig-23 caduto sulla Sila nei giorni della tragedia di Ustica. Secondo l'istruttoria del giudice Rosario Priore, che per anni indagò sulla strage, Naldini e Nutarelli erano certamente a conoscenza di alcuni fatti relativi agli avvenimenti, ma negli anni che seguirono non diedero mai segni di cedimento, se non per qualche battuta in ambienti riservati agli addetti ai lavori. Ciononostante, questo li qualificava come testimoni privilegiati, e certamente scomodi. In particolare, erano potenziali testimoni dell'inserimento, come poi risultò dagli atti dell'inchiesta Priore, di un caccia nell'ombra radar dell'aereo civile, che avvenne in tutta probabilità sull'Appennino tosco-emiliano.
Ad alimentare con torto o ragione, le varie tesi complottistiche, fu che Nutarelli e Naldini pochi giorni dopo, sarebbero stati sentiti per i fatti di Ustica da Vittorio Bucarelli, all'epoca, giudice istruttore dell'inchiesta. La commissione concluse che l'incidente di Ramstein non fosse correlabile alla caduta del DC-9 dell'Itavia, poiché il rapporto fra effetto (la morte dei due testimoni Nutarelli e Naldini) ed effetti collaterali (morte di molti spettatori) sarebbe stato decisamente sproporzionato e sconveniente. Nonostante queste obiezioni, la famiglia di Nutarelli non si è data per vinta e avrebbe raccolto un'ampia mole di documenti, atti, perizie e testimonianze che scagionerebbero il pilota da ogni responsabilità sull'incidente del Flugtag 88, che il fratello di Ivo, Giancarlo, avrebbe intenzione di presentare alla Magistratura con l'aiuto dell'avvocato Daniele Osnato, già legale di molti familiari della strage di Ustica.